# 1920年大西洋飓风季
1920年大西洋飓风季的所有热带风暴和飓风都集中在九月，其他月份虽然也有热带气旋形成，但都没有达到热带风暴标准。1920年时气象机构还没有正式规定“飓风季”的起止时间，现今则是以每年6月1日开始，同年11月30日结束。第一号飓风是本季首场风暴，于9月7日发展成型，最后一个气旋是热带低气压，于10月27日转变成温带气旋。全部六场风暴中有四场曾同其他气旋同时存在。
全季六个热带气旋中有五个达到热带风暴强度，四个进一步强化成飓风，但都没有达到大型飓风标准，即都未达到现代萨菲尔-辛普森飓风等级下的三级飓风强度，是1900年后第七次出现这种情况。第二号飓风是本季破坏最严重的风暴，最高风速为每小时155公里，只达到二级飓风标准，在路易斯安那州夺走一条人命，并导致价值145万美元的破坏。第三号飓风在北卡罗莱纳州致使一人丧生，第五号飓风则在佛罗里达州间接引起一人遇难。
这年飓风季的活跃程度还经累积气旋能量指数反映出来，数值为30。大致来说，气旋能量指数通过飓风强度和持续时间计算，强度越高、持续时间越长的风暴，其指数也相应越高。

## 风暴

### 第一号飓风
本季确知存在的第一个热带气旋最早是9月7日在大西洋上空出现，此时风速已有每小时65公里，达到热带风暴标准。气旋向西北移动并逐渐增强，于9月9日晚达到飓风强度。次日，风暴附近船只测得985毫巴（百帕）气压，这也是正式纪录中本场飓风的最低气压。协调世界时中午12点左右，气旋转向北上，强度在9月11日清晨达到现代萨菲尔-辛普森飓风等级下的二级飓风标准。风暴在9月12日继续强化，达到最大持续风速每小时175公里的最高强度并保持18小时，然后开始在转朝西北方向前进期间减弱。到了9月14日凌晨0点，气旋强度已回落至一级飓风标准，然后开始向温带气旋转变，过程在次日清晨完成。风暴残留朝接近正东方向移动，最终于9月16日在亚速尔群岛以北洋面逐渐消散。

### 第二号飓风
9月16日，哥伦比亚西北方向的扰动天气区发展成热带低气压。气旋起初强度偏弱，登陆尼加拉瓜时依然是热带低气压，但在经过洪都拉斯湾期间得以增强，在登陆尤卡坦半岛前成为热带风暴。进入墨西哥湾后，气旋在朝西北偏北移动的同时快速强化，达到风力时速160公里的二级飓风强度后从路易斯安那州霍玛附近登陆。接下来风暴在陆地上空急剧减弱，最终于9月23日在东堪萨斯州上空逐渐消散。
飓风逼近美国墨西哥湾沿岸地区之际，估计加尔维斯顿岛有4500人被迫撤离，另有多地采取包括疏散人员在内的多种预防措施。风暴登陆时在大范围沿海地区产生狂风，将树木连根拔起，还对部分民房和基础设施构成破坏。暴雨在罗伯茨代尔产生的降水最多，达300毫米。暴雨还将铁轨冲毁，引发多起铁路事故。气旋在美国墨西哥湾沿岸地区共导致一人死亡，损失总额约为145万美元。

### 第三号飓风
9月19日，南卡罗莱纳州奥因多东南方向约395公里洋面的低气压区发展成热带低气压。“直径极小”的气旋缓慢以环状路径移动，于9月20日中午12点强化成热带风暴。到9月22日中午，气旋仍在继续以环形路线朝西北方向移动，在此期间还增强至一级飓风标准，并于当晚达到最大持续风速每小时140公里的最高强度。接下来飓风开始减弱，在次日清晨回落至强烈热带风暴强度并从北卡罗莱纳州恐怖角（Cape Fear）附近登陆。气旋在向内陆行进的同时快速弱化，最终于9月24日清晨在弗吉尼亚州西部上空消散。
北卡罗莱纳州秃头岛（Bald Head Island）近海有艘灯塔船从原本所在地被风刮到数英里外，并测得时速116公里狂风。威尔明顿有一幢房屋在大风下脱离根基并被摧毁，有可能是风暴催生出的小型龙卷风导致。皮特县受到众多强烈小型风暴袭击，有一人丧生，多人受伤，多幢建筑被毁。

### 第四号热带风暴
9月23日中午12点左右，百慕大以东约720公里海域的弱低气压区发展出热带低气压。气象部门根据船只观测数据推断气旋于9月24日清晨成为热带风暴。风暴缓慢向东飘移，于当天达到风力时速75公里的最高强度。气旋之后蜿蜒向东南偏东移动，之后又回转向东进并加快前进速度。9月27日中午12点左右，风暴减弱成热带低气压，再于数小时后被冷锋吸收。气象机构当时并没有及时发现并跟进气旋动向，而是之后再根据天气图和船只观测报告把风暴加入大西洋飓风数据库。

### 第五号飓风
9月25日，墨西哥湾的低气压区发展成热带低气压。气旋转向西南偏西并逐渐增强，于9月27日达到热带风暴强度。次日，系统在墨西哥湾中部几乎停止移动。9月28日，气旋进一步强化，附近船只测得强劲风力。次日，风暴达到飓风标准。数小时后，附近船只测得987毫巴（百帕，29.1英寸汞柱）气压，这也是正式纪录中气旋的最低气压。估计飓风也在此时达到持续风速每小时140公里的最高强度并开始向东北转向。风暴接下来加快移动速度并开始减弱，于9月30日清晨以风力时速100公里强度从佛罗里达州锡达礁附近登陆，然后在该州上空逐渐转变成温带气旋，气旋残留当晚在东大西洋上空消散。
虽然飓风登陆前已大幅减弱，但佛罗里达州西部沿海地区依然遭受重大破坏。沿海低地被风暴潮和暴雨淹没，水深最高达203.2毫米。部分农田被淹，果业受到重创。圣彼德斯堡有一人因电缆断裂触电身亡。沿海停靠的多艘船只被风暴催毁。

### 其他风暴
10月20日，一股向西移动的东风波在巴布达岛东北偏北约265公里洋面发展成热带低气压。气旋之后三天朝西北移动，然后转向北上逼近锋区，之后达到持续风速每小时55公里、最低气压1010毫巴（百帕，30英寸汞柱）的最高强度。10月25日，气旋开始同冷锋合并，最终于10月27日在百慕大东北偏东约950公里海域被吸收。